# Бутырки (Костромская область)
Бутырки — упразднённая деревня в Павинском районе Костромской области России. Входила в состав Петропавловского сельского поселения. Исключена из учётных данных в 2024 году.

## География
Находится в северо-восточной части Костромской области на расстоянии приблизительно 10 км на восток по прямой от села Павино, административного центра района.

## История
В XIX веке деревня находилась на территории Никольского уезда Вологодской губернии. В 1859 году здесь было учтено 4 двора.

## Население
| 2008 | 2010 | 2014 |
| ---- | ---- | ---- |
| 0    | →0   | →0   |

Численность постоянного населения составляла 11 человек (1859), 0 как в 2002 году, так и в 2022.